# Серебренниково (Московская область)
Серебренниково — деревня в Талдомском районе Московской области Российской Федерации, в составе сельского поселения Гуслевское. Население — 46 чел. (2010).
Деревня располагается рядом с дорогой Р112 в 6,5 км от центра Талдома. Неподалёку от деревни располагается исток реки Куйминка. В деревню ведёт дорога через Григорово и автомобильный мост на другой берег. Райцентр и деревню связывает регулярный автобусный маршрут № 22.

## Население
| 1859 | 1888 | 1926 | 2002 | 2006 | 2010 |
| ---- | ---- | ---- | ---- | ---- | ---- |
| 182  | ↗205 | ↗274 | ↘31  | ↗33  | ↗46  |

## История
Деревня была известна уже в 1739 году. Тогда в ней проживало восемь дворовых людей (они обслуживали помещичий дом) и 43 крестьянина. Относилась она к приходу села Троица-Вязники. Через Серебренниково проходила старая Кашинская дорога.
В 1781 году это сельцо Серебреного, 3 двора, 15 жителей. Принадлежало Никите Ивановичу и Осипу Ивановичу Кожиным. В 1851 году деревня Серебреникова (Серебрякова) состояла из 21 двора с 139 жителями и принадлежало гвардии поручице Екатерине Петровне Кожиной. Входила в Талдомскую волость. Meстоположение описывается так: «Деревня Серебрякова, прихода Талдомского, на высоком месте, при речке Куйминке. Поля ровные. Почва подзолистая, а на высоких местах есть десятины две песчаной, подпочва — красная глина». Жители занимались башмачным промыслом, в селении имелся трактир на частновладельческой земле и две башмачные мастерские, также 1 кузница и 1 маслобойный завод. Отмечается, что один хозяин имел железный плуг, чего не было в других селениях, зато бороны были у всех железные. Долгие годы люди пытались сеять рожь-кустовку, но неудачно, через два — три года она перерождалась. Скот пасли по полям и покосу после снятия травы. С 1861 года три раза делили землю (последний раз в 1885 году).
В «Описании» 1888 года говорится: «Лет 25 тому назад крестьяне уступили бывшему своему помещику 1,5 десятины усадебной земли, за что в обмен получили 50 десятин пустошной, точно так же 23 года тому назад они уступили ему ещё 0,5 десятины, за что получили в обмен 28 десятин». Надо отметить, в шести семьях пользовались наемными работниками. Грамотной была лишь одна семья, из детей учились только три мальчика.
В 1927 году деревня была электрифицирована вместе с Григорово, путём подключения к новой торфяной Власовской электростанции.